# 石塚泰久
石塚 泰久（いしづか やすひさ、1958年10月 – ）は、日本の防衛官僚。

## 人物
新潟県出身。東京都立九段高等学校を経て、一橋大学経済学部卒業。

## 略歴
出典:
1998年　長官官房企画官
1999年　調達実施本部契約第四課長
2000年　人事教育局教育課長
2002年　防衛施設庁総務部会計課長
2004年　防衛施設庁総務部総務課長
2005年　防衛医科大学校総務部長
2007年　東北防衛局総務部長
2008年　技術研究本部副本部長
2009年　内閣衛星情報センター管理部長
2011年　大臣官房審議官
2012年　財務省長崎税関長
2014年　防衛大学校副校長（企画・管理担当）
2015年　退官

## 関連人物
- 大塚国夫 - 俳優、声優。同郷かつ高校の先輩。
- 五十嵐暁郎 - 政治学者。同上。